# Georg Christoph von Utterodt
Georg Christoph von Utterodt, auch Georg Christoff (* etwa 1650 auf Gut Schmerbach; † 1714) war fürstlich-sächsischer Berghauptmann und Bergrat in Ilmenau und gräflich-stolbergischer Berghauptmann in Straßberg sowie Gutsherr auf Schmerbach und Schwarzhausen.

## Leben und Wirken
Er entstammte dem thüringischen Adelsgeschlecht von Uetterodt. Vor 1677 war er Kammerjunker in Henneberg. Am 15. November 1677 heiratete er Margarethe Magdalena Susanne von Herda (* 2. Juni 1656; † 21. November 1703).
Auf Betreiben Utterodts war zunächst ab 1680 der Bergbau in Ilmenau wiederaufgenommen worden. Utterodt stand dann ab 1684 in Ilmenau in den Diensten von Herzog Johann Ernst II. von Weimar. 1686 wird er in den behördlichen Akten als Lehnträger des Sturmhaider Werks und Inspektor des Martinröder Stollenbaus genannt. Auf einer Konferenz der sächsischen Vertreter des Bergbaus aus Sachsen-Gotha, Sachsen-Coburg, Sachsen-Meiningen, Sachsen-Saalfeld, Sachsen-Jena, Sachsen-Zeitz und Sachsen-Weimar am 17. März 1686 war auch Utterodt beteiligt. Sein Vorschlag für eine Consolidation wurde einstimmig verworfen, so wie auch ein späterer diesbezüglicher Vorschlag nicht umgesetzt wurde. Über seine Bitte auf eine feste Anstellung und ein ordentliches Gehalt musste mangels Instruierung des Abgeordneten ausgesetzt werden. Aus dem Protokoll der Sitzung geht hervor, dass Utterodt die Arbeit allein, ohne Gehilfen, bewältigte. Am 19. Februar 1687 brachte er seinen Vorschlag ein drittes Mal an und unterstrich abermals die sich daraus ergebenden Vorteile. Nachdem Sachsen-Zeitz den Vorschlag befürwortete, stimmten auch die anderen zu. Er wurde im Zuge dessen von Herzog Wilhelm Ernst zum Berghauptmann ernannt. Zwischen 1688 und 1699 wurden durch Utterodt erste Kunstgräben und Teiche in der Gegend von Frenbach und Manebach angelegt.
Nach einer späteren Einschätzung Goethes führte er den Ilmenauer Salzbergbau „wirtschaftlich in die Katastrophe, technisch aber zu einer neuen Blüte“. Verdienste erwarb er sich mit der Verbesserung der Gradieranlagen – wobei seine Vorschläge teils erst 1711, lange nach seinem Ausscheiden aus sächsischen Diensten, zur Umsetzung kamen.
Der Bergbau im Straßberger Revier bestand seit mindestens 1438, möglicherweise auch schon seit 1279. Die erste Schmelzhütte für Silber ist für die Zeit von 1511 bis 1566 nachgewiesen. erste wasserwirtschaftliche Anlagen im Rödelbachtal sind aus dieser Zeit nachgewiesen. Bereits in der zweiten Hälfte des 16. Jahrhunderts waren die oberflächennahen Erzvorkommen ausgebeutet und der Bergbau kam weitgehend zum Erliegen. Durch den Dreißigjährigen Krieg wurde der Bergbau dann vollständig eingestellt. Erst 1663 kam es zur Bildung neuer Gewerkschaften und der Mutung einiger Gruben. Erst 1700 wurde jedoch wieder Silbererz ausgebaut. Die Wasserwirtschaft des Straßberger Reviers war zu diesem Zeitpunkt noch auf dem Stand des Jahres 1610.
1701 übernahm Utterodt, aus Ilmenau kommend, den Posten des Straßberger Berghauptmanns. Gemeinsam mit dem zunächst als gemeinschaftlicher stolberg-stolbergischer und stolberg-roßlaischer Zehntner eingestellten Finanzexperten Johann Jeremias Gründler (1681–1753) vereinte er alle Gruben zu einer Großgewerkschaft mit 1024 Kuxen zu je 20 Talern. Die Gewerkschaft wurde in Straßberger Consolidierte Bergwerk umbenannt und erhielt 1704 ein Privileg der Landesherrn. Der erste Verkaufstag, Silvester 1705, musste exzellent vorbereitet worden sein, wurden doch bis auf 57 Kuxen alle aufgelegten Anteilsscheine an diesem Tag verkauft. Dabei hielten Großinvestoren zusammen 924 Kuxen. Diese stammten, bis auf die je 50 Kuxen haltenden stolbergischen Grafen Christoph Friedrich und Jost Christian ausschließlich aus Hamburg und dem Herzogtum Sachsen-Gotha-Altenburg. Den auf 24 Kuxen verringerten Restbestand übernahm am 17. März 1706 Utterodt selbst. Betrieben werden nun unter der Leitung Utterodts die Hauptgruben Segen Gottes, Hilfe Gottes, Gott hilft gewiß, Vertrau auf Gott (später umbenannt in Grube Glasebach) auch die Nachbargänge sowie die Gruben von Hayn und Schwenda. Hinzu kamen Fahr-, Kunst- und Förderschächte. Die Grube Vertrau auf Gott wurde unter Utterodts Leitung auf 60 m abgeteuft – die Abteufung auf 216 m erfolgte unter seinem Nachfolger.
Utterodt ließ 1703–1704 den Schindelbrücher Kunstgraben vom Gräfingründer Teich zum Faulen Pfützenteich errichten. Bis 1707 kamen sechs Kunstteiche mit insgesamt ca. 380.000 m³ Stauraum sowie zwei weitere Kunstgräben hinzu. Der Schindelbrücher Kunstgraben konnte nach Errichtung alle Straßberger Teiche mit Wasser versorgen und ist der älteste Kunstgraben des Unterharzer Teich- und Grabensystems. Zudem ließ er den Hüttenstollen, einen tiefen Stollen vom Selketal aus, vorantreiben um die Grubenwässer der Gruben Getreuer Bergmann, Gott hilft gewiß, Glückauf und Zum Schwarzen Hirsch zu lösen. Das Straßberger Revier wurde unter Führung Utterodts ab 1704 zum wichtigsten Grubenrevier des Harzes.
Spätestens ab dem Winter 1707/1708 zeigten sich massive Finanzierungsprobleme. Dies war vor allem bedingt durch zusätzlich nötige Stollen und Schächte und damit einhergehend der Bergbautechnik für die Entwässerung der Gruben. Nach der Ausarbeitung eines Plans für die, im Wesentlichen auf Halbierung der Kuxen basierende, Rettung der Gewerkschaft, durch Gründler und Dr. Jakob Waitz, fürstlich-sächsischer Steuereinnehmer und Bürgermeister von Gotha – seinerseits einer der Großinvestoren, bereiten Gründler und Utterodt im Laufe des Jahres 1708 den Straßberger Gewerkentag vor. Den Anlegern wurde durch die Konzentration des vorhandenen Kapitals auf die Förderung von Bleiglanz und die Entwässerung der Gruben, bei gleichzeitigem Herunterfahren der Verhüttung. Angesichts größerer Mengen des silberhaltigen Erzes bei offenbar unzureichenden Hüttenkapazitäten wurde der am 8. Juli beginnende Gewerkentag am 10. August finanziell erfolgreich beendet. Bis 1713 verkaufte die Familie Utterodt ihre insgesamt 84 (alten) Kuxen komplett. Auch mehrere andere Großanleger zogen sich bis 1713 zurück, darunter auch die Grafen zu Stolberg, deren Anteile der neue Bergdirektor Christian Zacharias Koch übernahm. Utterodts Tätigkeit in Straßberg endete wahrscheinlich 1709. Das Bergbaurevier und damit das Unterharzer Teich- und Grabensystem wurde nach Verkündung der Bergfreiheit 1712 von Christian Zacharias Koch übernommen und zur Blüte geführt.
Über den weiteren Verbleib Utterodts ist nichts bekannt. Er starb 1714. Utterodt galt als recht uneigennützig arbeitend, sein Jahresgehalt als fürstlich-sächsischer Berghauptmann betrug vergleichsweise bescheidene 150 Taler.